# 立花寿賰
立花 寿賰（たちばな ひさとみ）は、江戸時代後期の柳河藩の家老。立花政俊を祖とする重臣家の立花両家の一つ、立花内膳家（石高1000石）の6代目当主でもある。妻は立花鑑通の娘・松で、子女は立花種賰ほか4男2女（うち1女は養女）。諱（実名）は初め種輔（たねすけ）だったが、後に義弟で藩主の立花鑑寿から偏諱を賜り、寿徳（ひさとみ）、寿賰（読み同じ）に改名した。
「武の家」と言われた立花内膳家の当主だけに、家川念流剣術を皆伝し、宝蔵院流槍術の目録を取得した他、越後流兵学に精通していた。また財政・経済通であったとされる。

## 経歴
宝暦12年（1762年）に柳川藩重臣の立花内膳家当主・立花種房（相模）の子として出生。寛政4年（1792年）に家老に就任。義兄弟の立花通栄らと豪傑組を組織して藩政改革を行う。しかし、寛政10年（1798年）に立花鑑寿に信任された小野勘解由により、通栄らは家老職を一時免職される（豪傑崩れ）が寿賰は処罰対象ではなかったとされる。その後は内証方上聞役や花畠御用掛となるが、その後辞職となる。
文政7年（1824年）に隠居し、文政8年（1825年）死去。